# Bejes
Bejes es una localidad que pertenece al municipio de Cillorigo de Liébana, en la comarca de Liébana (Cantabria, España).

## Historia
Se tiene constancia escrita de este pueblo desde el año 946, según manifiesta una escritura recogida en el Cartulario de Santo Toribio de Liébana, en la cual un particular dona a la iglesia de San Pedro y San Pablo de Quiviesa tierras y viñas en Bejes.
Perteneció el lugar al señorío Monasterio de Santo Toribio y posteriormente en el ámbito dominical a Don Tello, ver testimonio en el Libro Becerro de las Behetrias-1351- y estaba privilegiado fiscalmente.
A lo largo de la Edad Moderna, Bejes sigue vinculado a la línea hereditaria de los sucesivos señores de Liébana Don Tello, el Almirante Diego de Mendoza y Leonor de la Vega y desde luego al primer marqués de Santillana, Iñigo López de Mendoza.
Así, se puede probar que seguía perteneciendo a este señorío a lo largo de la Época Moderna, ver Ordenanza de Bejes de 1600 y reforma de 1651, redactadas ante los Escribanos Juan González de Linares y Domingo de Corces Mier; 1739 y el Catastro de Ensenada, que se hizo con los vecinos de Bejes el 5 de julio de 1752 (447 folios).
Un siglo después el diccionario geográfico-estadístico Madoz, 1845-1850, nos dice los habitantes que tiene, que son 140 almas y son 32 vecinos y dice que cosechan trigo, maíz, habas, alubias, patatas, lino, cáñamo y algunas frutas y ganados de todas clases y sobre todo nos dice que se produce queso y mantequilla en grandes cantidades.

## Patrimonio
Su iglesia parroquial está dedicada a Santa María. En esta localidad se celebra una Fiesta de Interés Turístico Regional: la de San Carlos o del Sagrado Corazón, que se celebra el primer domingo del mes de agosto, cada cinco años, cuando acaba en 0 o en 5. Se inicia en Bejes una peregrinación hasta lo alto del Pico del Sagrado Corazón o San Carlos (2.212 m s. n. m.), en el Macizo de Ándara de los Picos de Europa; se oficia una Misa de Campaña, quizá la que se celebre a más altitud de España; seguidamente de la misa se desciende a la campa de las Vegas de Ándara y se celebra una comida y bailes regionales; se desciende al final del día, con antorchas, y continua la fiesta con verbena en la población de Bejes. Sobre el Pico San Carlos se erigió un monumento al Sagrado Corazón de Jesús en el año 1900. En conmemoración, Jesús de Monasterio compuso un «Himno al Sagrado Corazón».

## Rutas de montaña
Desde Bejes se pueden emprender rutas de montañismo o de senderismo, normalmente de internamiento en el Macizo de Ándara de los Picos de Europa, pudiendo citarse:
- Bejes-Puerto de las Brañas, con posible ascensión al pico Las Agudinas.
- Bejes-Casetón de Ándara, desde donde se puede ascender a diversas cumbres: la Pica Mancondíu, Pico Samelar, Pico del Sagrado Corazón y Cuetu la Junciana.

## Gastronomía
Bejes es muy conocido por la fabricación de uno de los quesos más famosos de España, como es el Queso Picón Bejes-Tresviso, queso que tiene Denominación de Origen Protegida desde 1994, B.O.E. nº57, de 8 de marzo de 1994, según orden del Ministerio de Agricultura Pesca y Alimentación de 1 DE MARZO DE 1994 por la cual se ratifica el Reglamento de la Denominación de Origen "Picón Bejes-Tresviso".
También son famosos los corderos lechazos de Bejes, debido seguramente al manejo ganadero con pastos de montaña en el parque nacional de Picos de Europa. El pueblo tiene del orden de 2100 cabezas de ovino-caprino y unas 300 cabezas de vacuno, que son la base para la producción de leche para la elaboración del famoso queso picón de Bejes.